# Alexandre Pires
Alexandre Pires do Nascimento (Uberlândia; 8 de enero de 1976), más conocido artísticamente como Alexandre Pires  es un cantautor y músico brasileño. Participó en la agrupación del estilo pagode llamada Só Pra Contrariar (SPC), agrupación a que se unió a fines de los años 1980 y con quienes se dio a conocer. Ha sido reconocido obteniendo prestigiosos premios a nivel latinoamericano como los Grammy latino y Premios Latin American Music de la revista Billboard.
Realizó dúos con Gloria Estefan, Alejandro Sanz y Rosario Flores.[cita requerida] También realizó homenajes a cantantes como su compatriota Roberto Carlos y a Julio Iglesias. Es uno de los mayores exponentes de música pagode.[cita requerida] En 2010 fue el brasileño con más discos vendidos en América y en 2011, es elegido el mejor artista brasileño por la revista "Samba do Brasil".[cita requerida]

## Carrera internacional
La carrera internacional de Alexandre Pires tuvo inicio en Mónaco cuando Alexandre y el grupo Só Pra Contrariar fueron premiados con el "World Music Award". Gloria Estefan lo invitó para grabar la canción "Santo Santo". Fue éxito inmediato; vendiendo millones de copias en el mercado estadounidense y latino y también fueron nominados para el Premio Grammy de 1999. Este mismo año, Alexandre realizó una hazaña asombrosa- que hasta entonces solamente José Carreras había conseguido- llevándose los dos premios españoles más importantes "Amigo" y "Ondas" como mejor cantor.
Como buen "Mineriño", Alexandre se mantiene discreto y humilde por más que esta nueva faceta en su carrera este ya siendo de tremenda aceptación y suceso.
En mayo de 2002 Alexandre se llevó el premio "Latin Music Award" de la renombrada revista Billboard, como mejor artista latino del año; este premio es el reconocimiento del mercado estadounidense por el éxito que obtuvo con su primer éxito «Usted se me llevó la vida» solo grabado en español. Las canciones «Usted se me llevó la vida», «Necesidad» y «Es por amor» estuvieron semanas seguidas en los "Top Ten" de  Estados Unidos, Hispanoamérica y España. Un disco cargado de romanticismo, con 11 baladas románticas llenas de armonía y mostrando a la vez el gran potencial y la voz de Pires.
Aclamado como el nuevo fenómeno de la música latina, Alexandre Pires continua con un trabajo de mucha competencia y perfección en el campo de la música romántica pop y nos brinda con un nuevo álbum llamado Estrella guía, fue lanzado al mercado el 18 de marzo de 2003, el cual fue producido por algunos de los maestros de la música: Emanuelle Ruffinengo, Estéfano, Julio C. Reyes, Rudy Pérez, Juan Vicente Zambrano, Carlos Nieto, Rey Nerio, y el propio Alexandre Pires. Sigue con la línea del romanticismo, con tres canciones que lo llevaron a hacer una secuencia de videos en Argentina y Brasil: «Ámame», «Quitémonos la ropa» y «En el silencio negro de la noche». Estas tres canciones lo llevaron a estar por semanas entre las más escuchadas y videos más vistos en Internet y pedidos en canales de música internacionales. Estrella guía cuenta también con dos duetos impecables: junto con el cantautor español Alejandro Sanz graba «Solo que me falta», y junto a la cantante española Rosario Flores la canción «Inseguridad». Era ya uno de los artistas con más prestigio de América Latina y todo Brasil.
En 2004 saca a la venta Meu samba, regresando a sus raíces musicales. También en ese mismo año sale su single «Cosa del destino» de su álbum Alma brasilera, que no obtuvo el éxito esperado como con sus anteriores realizaciones, grabando el vídeo en Argentina.
El martes 3 de abril de 2007 sale al mercado su nuevo álbum, titulado A un ídolo el cual es un tributo al intérprete español Julio Iglesias. Contiene diversos temas originales del cantante y el primer sencillo de este nuevo álbum es «Lo mejor de tu vida», donde también son dignos de mención el tema «Caballo viejo» (tema original del autor y compositor venezolano Simón Díaz), «Momentos», «Por ella», «O me tomas o me dejas».
En 2008 grabó su primer DVD en vivo titulado Em Casa donde interpreta los temas más exitosos de SPC y canciones inéditas como «Cigano» que ha sido un éxito en Brasil. La gira Alexandre Pires Em Casa ha sido vista por más de un millón de personas y visitó países como Portugal y Angola.
Saca al mercado su nueva producción Mais Além con el primer sencillo «Eu sou o samba» que es un éxito en las radios brasileñas. Mais Além llega a las tiendas de Brasil en abril de 2010. 
En 2012, grabó su tercer DVD como solista en São Paulo el 11 de abril de 2012, titulado Eletrosamba, con la participación de Cláudia Leitte, Xuxa, Abadía Pires, Mumuzinho y su exbanda Só Pra Contrariar.
En marzo de 2013, regresa al grupo Só Pra Contrariar para conmemorar los 25 años de carrera. Realizaron una gira internacional, y grabaron un álbum en vivo titulado Só pra Contrariar 25 Anos - Ao Vivo em Porto Alegre con la inclusión de nuevo material. Al finalizar la gira "SPC 25 Años" en enero de 2015, Alexandre se aleja del grupo nuevamente para regresar a su carrera en solitario.
En 2017, lanza el álbum titulado DNA Musical que explora las influencias esencialmente del cancionero de la MPB. Cuenta con las participaciones de Caetano Veloso, Milton Nascimento, Jorge Ben Jor, Martinho da Vila, Gilberto Gil y Djavan.

## Controversias
El 6 de febrero de 2000, Alexandre Pires atropelló y mató con su Jeep Grand Cherokee a un vendedor llamado José Alves Sobrinho, que conducía una motocicleta. Alexandre había salido de una discoteca de la ciudad y viajaba más allá del límite de velocidad. Él no prestó ayuda a la víctima y huyó del lugar del accidente.
Sobrinho entró en estado de coma tras ser atropellado y murió tres días después. El accidente ocurrió en Uberlândia, en el Triángulo Minero. Alexandre negó que estuviera alcoholizado, pero no se le realizó ningún examen al cantante el día del incidente para determinar si había bebido. En el momento de la colisión, el motociclista hacía zig zag delante del auto de Pires. Así, quedó comprobado que Alexandre no tuvo intención alguna en provocar dicho accidente.

## Discografía

### Con Só Pra Contrariar

#### Álbumes
- Que se Chama Amor (1993)
- Meu Jeito de Ser (1994)
- O Samba não Tem Fronteiras  (1995)
- Só pra Contrariar Futebol Clube - SPC ao Vivo  (1996)
- Depois do Prazer  (1997)
- Só Pra Contrariar (latino)  (1998)
- Só Pra Contrariar: Juegos de Amor (latino)  (1999)
- Interfone  (1999)
- Bom Astral  (2000)
- Só pra Contrariar - Acústico  (2002)
- Só pra Contrariar 25 Anos - Ao Vivo em Porto Alegre  (2013)

### Como solista

#### Álbumes

##### Álbumes de estudio
- É Por Amor [Alexandre Pires para el mercado en habla hispana] (2001)
- Minha Vida, Minha Música (2002)
- Estrela Guia [Estrella guía para el mercado en habla hispana] (2003)
- Alto-Falante (2004)
- Alma brasilera  [También para el mercado en habla hispana]  (2004)
- Alto Falante (2005)
- Meu Samba (2005)
- A un ídolo [También para el mercado en habla hispana] (2007)
- Mais Além (2010)
- Pecado Original (2015)

##### Álbumes en vivo
- Em Casa - Ao Vivo (2008)
- Mais Além - Ao Vivo (2010)
- Eletrosamba (2012)
- DNA Musical (2017)

##### Álbumes compilatorios
- Maxximum (2006)
- O Melhor de Alexandre Pires (2007)
- Éxitos...Sólo Para Usted (2007)
- Delírios de Amor (2011)
- Mis Favoritas (2011)

#### Sencillos
- 2001: «Usted se me llevó la vida» – #5 EUA Latin[9]
- 2001: «Necesidad» – #5 EUA Latin[9]
- 2002: «Es por amor» – #8 EUA Latin[9]
- 2003: «Ámame» – #2 EUA Latin[9]
- 2003: «Quitémonos la ropa» – #3 EUA Latin[9]
- 2003: «En el silencio negro de la noche» - #24 EUA Latin[9]
- 2004: «Cosa del destino» – #4 EUA Latin[9]
- 2007: «Lo mejor de tu vida» – #23 EUA Latin[9]
- 2010: «Not a a»
- 2010: «Quem é Você»
- 2010: «Erro Meu»
- 2011: «Sissi»
- 2011: «Se Quer Saber»
- 2011: «Vou Viver a Vida»
- 2012: «Kong (Part. Neymar e Mr. Catra)»
- 2012: «A Chave é o Seu Perdão»
- 2012: «Maluca Pirada (Part. Mumuzinho)»
- 2015: «Barraqueira»

#### Colaboraciones
- 2007: «Abafa o Caso» (junto a Bruno & Marrone)
- 2009: «Não Me Ame» (junto a Tânia Mara)
- 2010: «Que cante la Vida» (con Artistas por Chile)
- 2014: «Dar um Jeito (We Will Find a Way)» (Santana & Wyclef Jean con Avicii y Alexandre Pires)
- 2024: «Usted se me llevó la vida» (junto a Carlos Rivera)

## Canciones para telenovelas
- La jaula de oro (1997) - Ámame
- Lo que es el amor (2001-2002) - Usted se me llevó la vida
- Dr. Amor (2003) - Ámame
- El color del pecado (2004) - Todavía
- Bajo las riendas del amor (2007) - Junto a ti (dueto con Kika Edgar)